# Hašupsy
Hašupsy nebo Chašupsa nebo Chašupse (abchazsky Ҳашыԥсы, rusky Хашупса nebo Хашпсы, gruzínsky ხაშუფსე – Chašupse) je vesnice v Abcházii v Okresu Gagra. Leží přibližně 15 km severozápadně od okresního města Gagra a 10 km od hranic s Ruskem. Obec sousedí na západě s Mahadyrem a Candrypšem, na severu s Chyšchou a na jihu s Bagrypstou. Na východ od obce se nacházejí těžko prostupné hory Gagerského hřbetu. Obec se rozkládá se na levém břehu řeky Hašupsy.

## Vesnický okrsek Hašupsy
Hašupsy jsou vesnické správní centrum s oficiálním názvem Vesnický okrsek Hašupsy (rusky Хашупрская сельская администрация, abchazsky Ҳашыԥсы ақыҭа ахадара). Za časů Sovětského svazu se okrsek jmenoval Chašupský selsovět (Хашупркий сельсовет). Součástí vesnického okrsku Hašupsy jsou následující části:
- Hašupsy (Ҳашыԥсы)

Vesnický okrsek Hašupsy

- Arasadzcha / Arasadzych (Арасаӡха / Арасаӡыхь) – do 1948 Kovalevskoje (Ковалевское), od 1948 gruzínsky Vake (ვაკე),
- Achuraskva (Ахәырасқәа) – do 1948 Sredne-Kovalevskoje (Средне-Ковалевское), od 1948 gruzínsky Imerchevi (იმერხევი)

## Historie
Nedaleko obce na skále u řeky Hašupsa se nachází zřícenina raně středověké pevnosti s bazilikou z 8. až 10. století. Pevnost byla vybavena až deset metrů vysokými hradbami se třemi strážními věžemi k obraně oblasti před invazí nepřátel od moře nebo před loupeživými výpady horských kmenů.
Hašupsy byly osídleny v roce 1899 osadníky arménské národnosti původem ze Samsunu z tehdejší Osmanské říše. Do té doby bylo zdejší místo dlouhodobě neosídlené.
Osada Hašupsy, vzniklá na přelomu 19. a 20. století se jako obec osamostatnila až roku 1935, do kdy byly domy v kopcích součástí Candrypše, jenž se tehdy jmenoval Jermolovsk a spadal pod někdejší obec Pilenkovo. Dostaly gruzínský název Chašupse a abchazský Hašupsy. Po celou dobu existence Hašupsů bylo obyvatelstvo až na pár výjimek čistě arménské, a je tomu tak i v současnosti. Jen s rozdílem, že oproti polovině 20. století klesl do současnosti počet obyvatel zhruba na čtvrtinu a značnou rozlohu obce pohltil les. Obyvatelstvo se zabývalo zemědělstvím a příležitostně i turistickým ruchem díky Hašupskému kaňonu a zmíněnému hradu, či díky výpravám turistů do přilehlých hor.
Obec po válce v Abcházii v letech 1992 až 1993 nebyla přejmenována.

## Obyvatelstvo
Dle nejnovějšího sčítání lidu z roku 2011 je počet obyvatel vesnického okrsku 271 a jejich složení je následovné:
- 266 Arménů (98,2 %)
- 5 příslušníků ostatních národností (1,8 %)

V roce 1989, před válkou v Abcházii žilo v Hašupsích 217 obyvatel, v celém Chašupském selsovětu 462 obyvatel.
V roce 1959 žilo v tomto selsovětu 975 obyvatel.